# St. Mark's Place

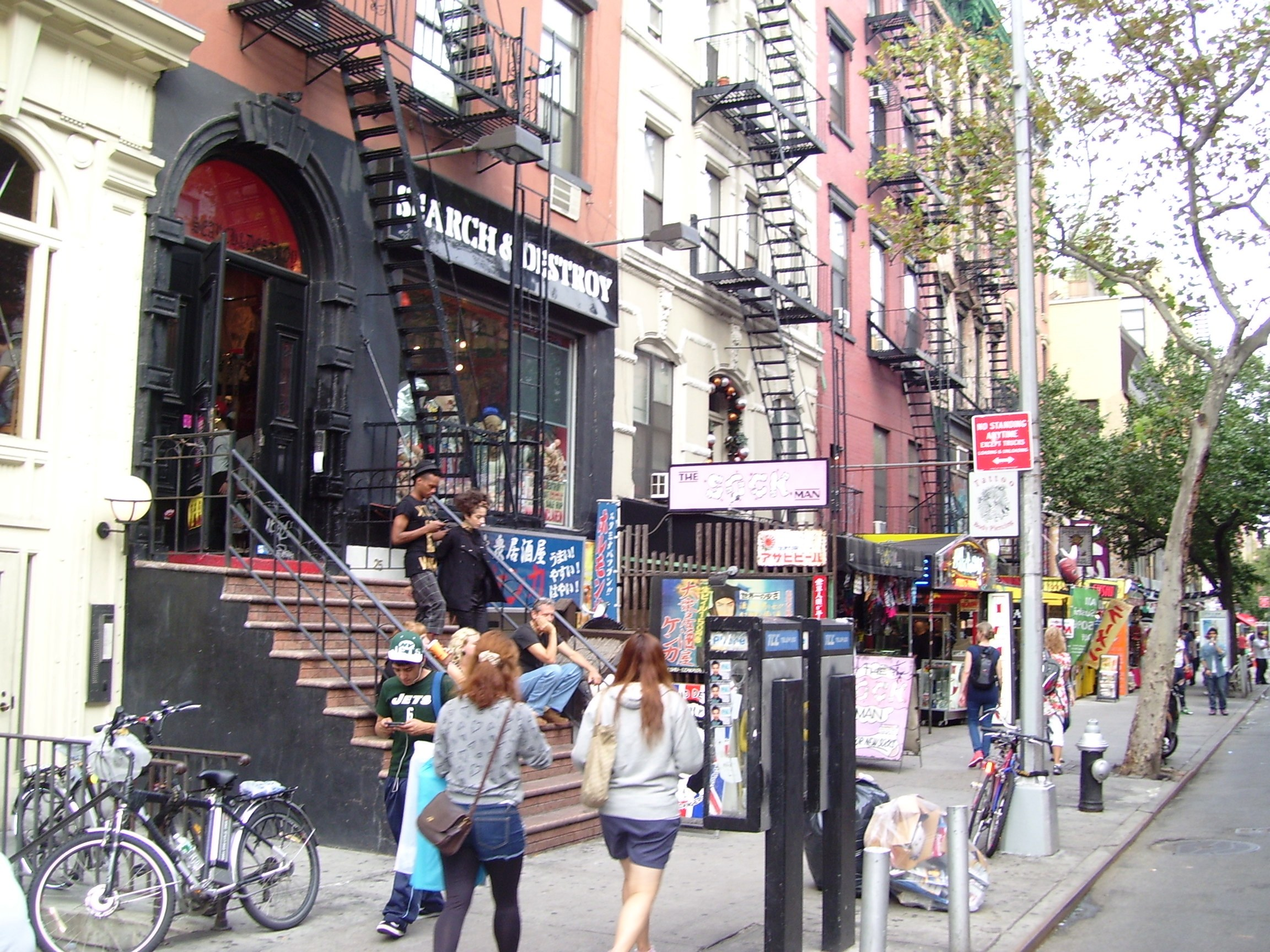
St. Mark's Place

St. Mark's Place is een straat in de wijk East Village in het New Yorkse stadsdeel Manhattan. Het is genoemd naar de St. Mark's Church in-the-Bowery die oorspronkelijk op Stuyvesant Street stond maar nu op 10th Street. St. Mark's Place begon ooit op de kruising van de Bowery en Stuyvesant Street, maar tegenwoordig loopt de straat van Third Avenue tot Avenue A.
De straat huist al lange tijd alternatieve winkels, wat in recente jaren vooral tot stadsjongeren spreekt. De straat is tegenwoordig vooral een plek voor crustcore. Eerbiedwaardige instelling aan St. Mark's Place zijn onder andere het Yaffa Café, Sock Man, het St. Mark's Hotel (een van de weinige hotels in de stad waar nog per uur betaald kan worden), St. Mark's Comics, Trash and Vaudeville en een aantal kraampjes die zonnebrillen en zilverwerk verkopen. Er zijn ook een aantal authentieke Japanse restaurants en bars en vele platenzaken met zeldzame maar goedgeprijsde waren.

## Belangrijke adressen

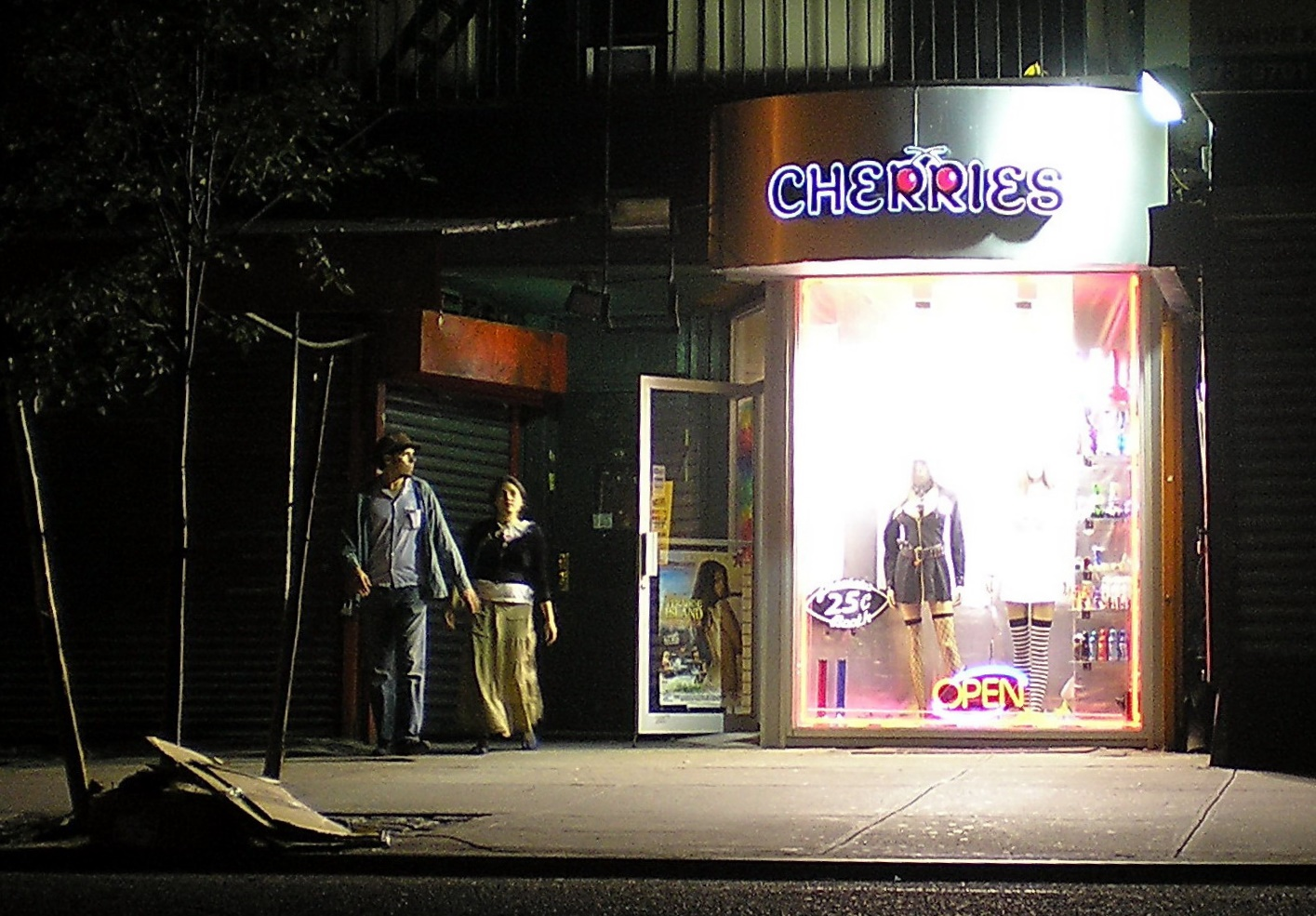
Een sekswinkel op St. Mark's Place.

De straat van drie blokken is ongelooflijk historisch, maar heeft in tegenstelling tot Greenwich Village geen grote aantallen bewoners gekregen, waardoor het zijn sfeer heeft behouden.
- 2 - Het huidige St. Marks Ale House in het St. Mark's Hotel (voorheen het Valencia Hotel, op de boek met Third Avenue) was lange tijd The Five-Spot, een vooraanstaand jazzcafé wat de thuisbasis was voor mensen als Thelonious Monk, die daar begon in 1957. GG Allin heeft ook in het gebouw gewoond.
- 4 - James Fenimore Cooper woonde hier van 1834 tot 1836. Werd later het Bridge Theater, waar Yoko Ono en andere Fluxus-artiesten optraden; het is nu de kledingwinkel Trash and Vaudeville.
- 6 - Ooit de anarchistische Modern School; Emma Goldman zat in het bestuur. Later was het New St. Mark's Baths, eigendom van Bruce Mailman; daarna werd het Kim's Video and Music tot begin 2009.
- 8 - De New York Cooking School, gesticht door Juliet Corson in 1876, was de eerste kookschool van het land. In het midden van de twintigste eeuw was het een van New Yorks vooraanstaande abortusklinieken.
- 13 - Een van de laatste huizen van Lenny Bruce in het midden van de jaren 60 van de twintigste eeuw. In de begane grond en kelder van het gebouw zat jarenlang St. Mark's Books.
- 19–25 was, als Arlington Hall, in 1914 de plek van een vuurgevecht tussen "Dopey" Benny Feins Joodse bende en Jack Sirocco's Italiaanse bende, een gebeurtenis die het begin betekende van de dominantie van Italiaans-Amerikaanse gangsters over de Joods-Amerikaanse gangsters. Arlington Hall had ook bekende sprekers als politiecommissaris Theodore Roosevelt (1895) en William Randolph Hearst (1905). Hetzelfde gebouw huisde later het Dom Restaurant, met de bekende Stanley's Bar (waar The Fugs in de jaren 60 speelden); Andy Warhol en Paul Morrisey maakten in 1966 van The Dom een nachtclub, met The Velvet Underground als huisband. In 1967 veranderde The Dom in Electric Circus, thuisbasis voor Andy Warhols Exploding Plastic Inevitable.
- 27 - Children's Aid Society's logement voor meisjes.
- 28 - Van 1967 tot 1971 zat hier Underground Uplift Unlimited (UUU), welke een aantal bekende protestbuttons en -posters van die tijd maakte, waaronder "Make Love Not War".
- 30 - Abbie en Anita Hoffman woonden hier in de kelder in 1967–68; de Yippies werden hier opgericht.
- 33 - Anne Waldman woonde hier van de late jaren 60 tot de mid-jaren 70; in 1977 zat hier Manic Panic, de eerste winkel die punkrockspullen verkocht en een eigen lijn van make-up en haarkleuringen op de markt bracht. Onder andere David Bowie, Cyndi Lauper, Debbie Harry en Joey Ramone kwamen hier over de vloer.
- 34 - Leden van de band Deee-Lite woonden hier in de jaren tachtig.
- 51 - Begin jaren tachtig was dit de thuisbasis van 51X, de galerie die graffitikunst bij het grote publiek bekend maakte, met artiesten als Keith Haring en Jean-Michel Basquiat.
- 52 - Dependance voor het Hebrew National Orphan Home, opgericht in 1912 met de hoofdingang op 7th Street.
- 57 - Club 57 was een belangrijke plek voor optredens in de jaren 70 en 80 van de vorige eeuw, waaronder Keith Haring, Klaus Nomi, John Sex, Wendy Wild, The Fleshtones en Fab Five Freddy.
- 60 - St. Mark's Hospital of New York City; later het huis van abstract-expressionistisch schilder Joan Mitchell, waar ze van 1951 tot 1957 woonde en schilderde.
- 75 - De Holiday Cocktail Lounge had vele bezoekers waaronder Allen Ginsberg en andere and other Beat-schrijvers, Shelley Winters en Frank Sinatra (wiens agent in de buurt woonde).
- 77 - Huis van Leon Trotski en W. H. Auden.
- 79 - Huis van schrijver Ishmael Reed en choreograaf Carla Blank.
- 80 - Theater 80 was de plek waar de première van You're a Good Man, Charlie Brown plaatsvond in 1967.
- 85 - De geboorteplaats van Lyonel Feininger (1871), schilder en karikaturist.
- 94 - UNDER St. Marks Theater, plek voor alternatieve optredens.

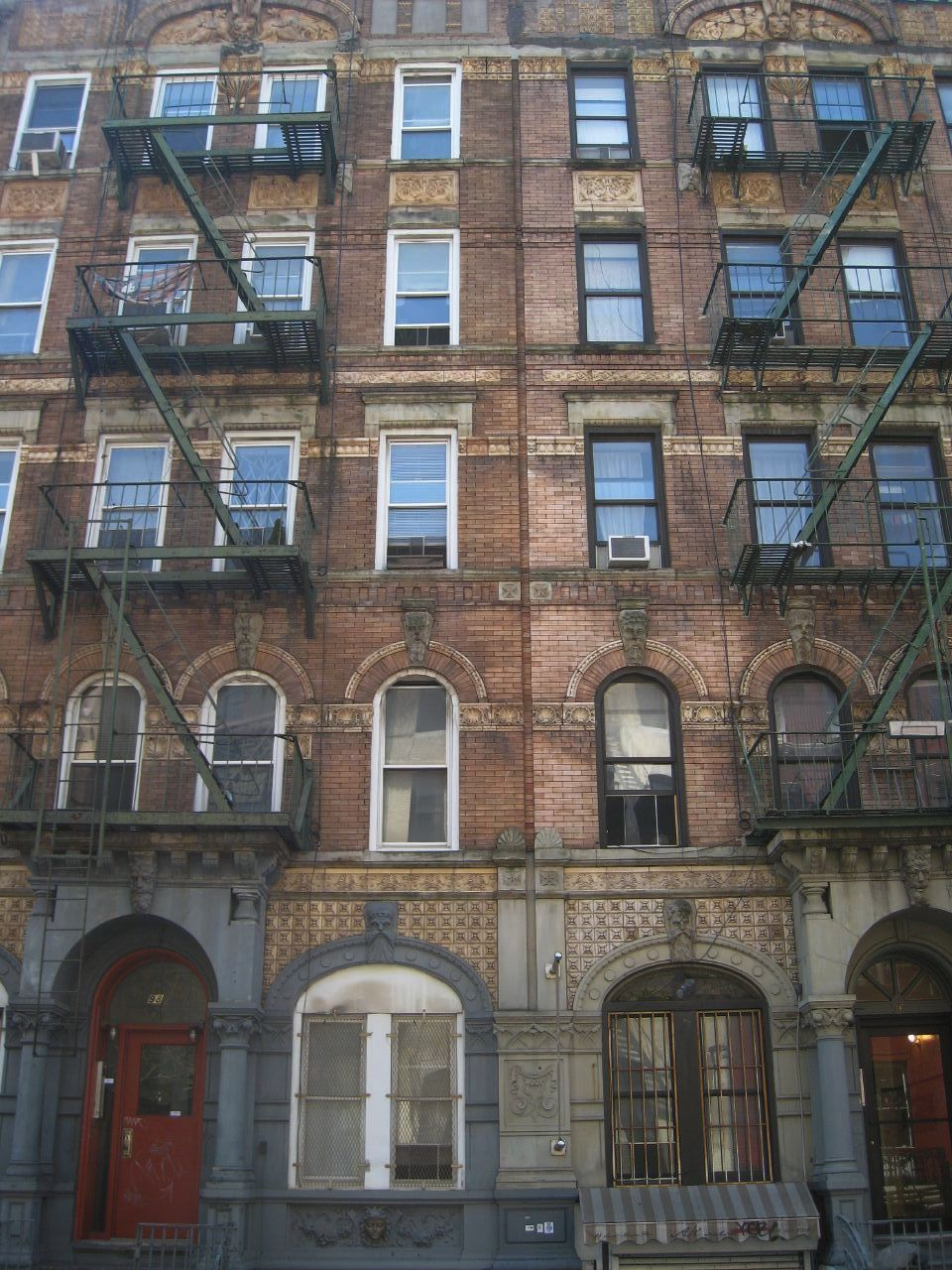
96 & 98 St. Mark's Place

- 96 & 98 - Het Led Zeppelin-album Physical Graffiti heeft een hoes waarop gebouwen 96 en 98 te zien zijn. In de Rolling Stones-clip Waiting on a Friend zijn Keith Richards en Mick Jagger voor ditzelfde gebouw te zien. De hoes van Physical Graffiti bestaat uit twee delen: op de voorkant staan de gebouwen bij daglicht, op de achterkant zie je ze 's nachts. De foto's zijn geretoucheerd, aangezien de gebouwen op de hoes vier verdiepingen heeft, terwijl de gebouwen in het echt vijf verdiepingen hebben. Op nummer 98 is tegenwoordig de winkel Physical Graffiti te vinden, op nummer 96 zit de kledingwinkel Starfish & Jelli. In de jaren tachtig zat op nummer 96 de punkactivistengroep Anarchist Switchboard.
- 101 - Huis van dichter Ted Berrigan.
- 102 - Huis van onafhankelijke filmmaker Scott Crary.
- 103 - Huis van zanger Klaus Nomi in de jaren zeventig.
- 105 - In de jaren 60 van de negentiende eeuw was dit het huis van Uriah P. Levy, de eerste commodore van de U.S. Navy en ook bekend was om zijn aankoop van Monticello om het te restaureren en behouden.
- 122 - Was tot de mid jaren negentig[1] Sin-é, een buurtcafé waar Jeff Buckley op maandagavond regelmatig optrad. Ook andere muzikanten als David Gray en Katell Keineg traden hier op.

## Protesten
In oktober 1968 braken gevechten uit tussen de politie en jeugdige daklozen.
In augustus 1988 liepen 200 mensen van St. Mark's Place naar Tompkins Square Park in East Village om te protesteren tegen een avondklok voor het park. Toen de politie (uiteindelijk 450 man) het publiek aanviel braken rellen uit. Omstanders, artiesten, bewoners, daklozen en politiek activisten raakten betrokken in de gevechten in de nacht van 6 op 7 augustus. De gebeurtenis werd later de Tompkins Square Park Police Riot genoemd.
Tegenwoordig zijn nog maar weinig artiesten actief in de straat, hoewel regisseur Jonathan Blitstein hier nog een kantoor heeft in het blok bij 3rd Avenue.

## Verkeer
Gemotoriseerd verkeer rijdt naar het oosten in deze eenrichtingsweg. Om de doorstroom te bevorderen zijn de stoepen versmald, maar hierdoor lopen vele voetgangers 's nachts over de straat. Al jaren proberen winkeliers en bewoners de stad te overtuigen de stoepen weer te verbreden.

## Popcultuur
Op de zuidwesthoek van St. Mark's Place en Second Avenue, op 131 Second Avenue, zit Gem Spa, een nieuwskraam en sigarettenwinkel, bekend om de egg cream. Op het eerste album van de New York Dolls staat de band afgebeeld voor Gem Spa. De verteller van Tom Paxtons "Talking Vietnam Potluck Blues" zegt over het ruiken van marijuana tijdens de Vietnamoorlog "Hij ruikt als middernacht op St. Mark's Place." In Lou Reeds "Sally Can't Dance" woont Sally op St. Mark's Place. Het nummer "Alex Chilton" van The Replacements bevat de regel "Checkin' his stash by the trash at St. Mark's Place."

### Op televisie
In de Sex and the City-aflevering "Hot Child In The City" (seizoen 3), laat Carrie haar schoen repareren op St. Mark's Place en krijgt een afspraakje met een man die op de stripwinkel in de buurt werkt. De aflevering is deels gefilmd in St. Mark's Comics.
In de openingstitels van Saturday Night Live (circa 2010) is het neonbord van Cherries adult entertainment store (zie foto bovenaan) te zien.